# Coolies à Saigon
Pour plus de détails, voir Fiche technique et Distribution.
Coolies à Saigon est un court métrage documentaire muet français réalisé  par François-Constant Girel en 1897 et produit par la Société Lumière.

## Description
Des Coolies travaillent à damer une rue de terre en tirant un rouleau compresseur.

## Fiche technique
- Titre original : Coolies à Saigon
- Titre en russie : Кули в Сайгоне
- Réalisation : François-Constant Girel
- Production : Société Lumière
- Lieu de tournage : Indochine française, Saïgon (aujourd'hui Vietnam, Hô Chi Minh-Ville), Cochinchine
- Pays d'origine :  France
- Vue no  : 743
- Genre : Documentaire
- Format : Court métrage — Muet — Noir et blanc
- Durée : 45 s
- Date de réalisation : 1897
- Dates de sortie :
  - France : 26 décembre 1897 à Lyon

## Sources
- Catalogue Lumière, « Coolies à Saigon » (consulté le 8 février 2024).